# Юниън (окръг, Илинойс)
Вижте пояснителната страница за други значения на Юниън.
Окръг Юниън (на английски: Union County) е окръг в щата Илинойс, Съединени американски щати. Площта му е 1093 km², а населението - 18 293 души (2000). Административен център е град Джоунсборо.